# Taylor Landing, Texas
Taylor Landing là một thành phố thuộc quận Jefferson, tiểu bang Texas, Hoa Kỳ. Năm 2010, dân số của xã này là 228 người.

## Dân số
- Dân số năm 2000: người.
- Dân số năm 2010: 228 người.